# Amapola Flyg
Amapola Flyg ist eine schwedische Fluggesellschaft mit Sitz in Stockholm. Sie führt Frachtflüge für die schwedische Post (PostNord Sverige) und das schwedische Express-Frachtunternehmen Jetpak durch. Sie führt auch Passagierflüge durch.

## Geschichte
Amapola Flyg wurde 2004 gegründet und ist zu 100 Prozent im Besitz des schwedischen Investmentunternehmens Salenia AB. In ihrem ersten Auftrag führte sie mit Fokker 50 Transportflüge für die schwedische Post im Norden von Schweden durch. Am 1. Juli 2018 begann Amapola Flyg den Passagierflugverkehr mit Regionalstrecken in Schweden. Da die eigenen Passagierflugzeuge vermietet sind, werden 2 Subunternehmen die Linien fliegen. Amapola Flyg hat bei den Buchungen mit der schwedischen virtuellen Fluggesellschaft Svenska Direktflyg zusammengearbeitet, über deren Webseite die Flüge gebucht werden konnten. Die Flüge von Stockholm/Arlanda über Lycksele nach Vilhelmina werden von der dänischen Fluggesellschaft Danish Air Transport (DAT) mit einer ATR 42 mit 48 Plätzen geflogen und die Flüge von Stockholm/Arlanda über Kramfors nach Hemavan werden von der polnischen Fluggesellschaft Sprintair mit einer Saab 340 geflogen. Ende Juli 2019 gab die schwedischen Transportbehörde bekannt, dass Amapola Flyg ab Oktober 2019 neben den zwei anderen Routen noch die Route von Stockholm/Arlanda über Hagfors nach Torsby bedienen wird. Die Route Stockholm/Arlanda über Hagfors nach Torsby wird von der niederländischen AIS Airlines mit einer BAe Jetstream 32 mit 19 Plätzen geflogen. Im Dezember 2019 wurde bekannt, dass Svenska Direktflyg ihre Aktivitäten mit Amapola Flyg fusioniert. Ab Ende Juli 2021 übernahm Amapola Flyg interimsweise für sieben Monate die staatlich subventionierte innerirische Verbindung zwischen Dublin und dem Flughafen Donegal.

## Flotte

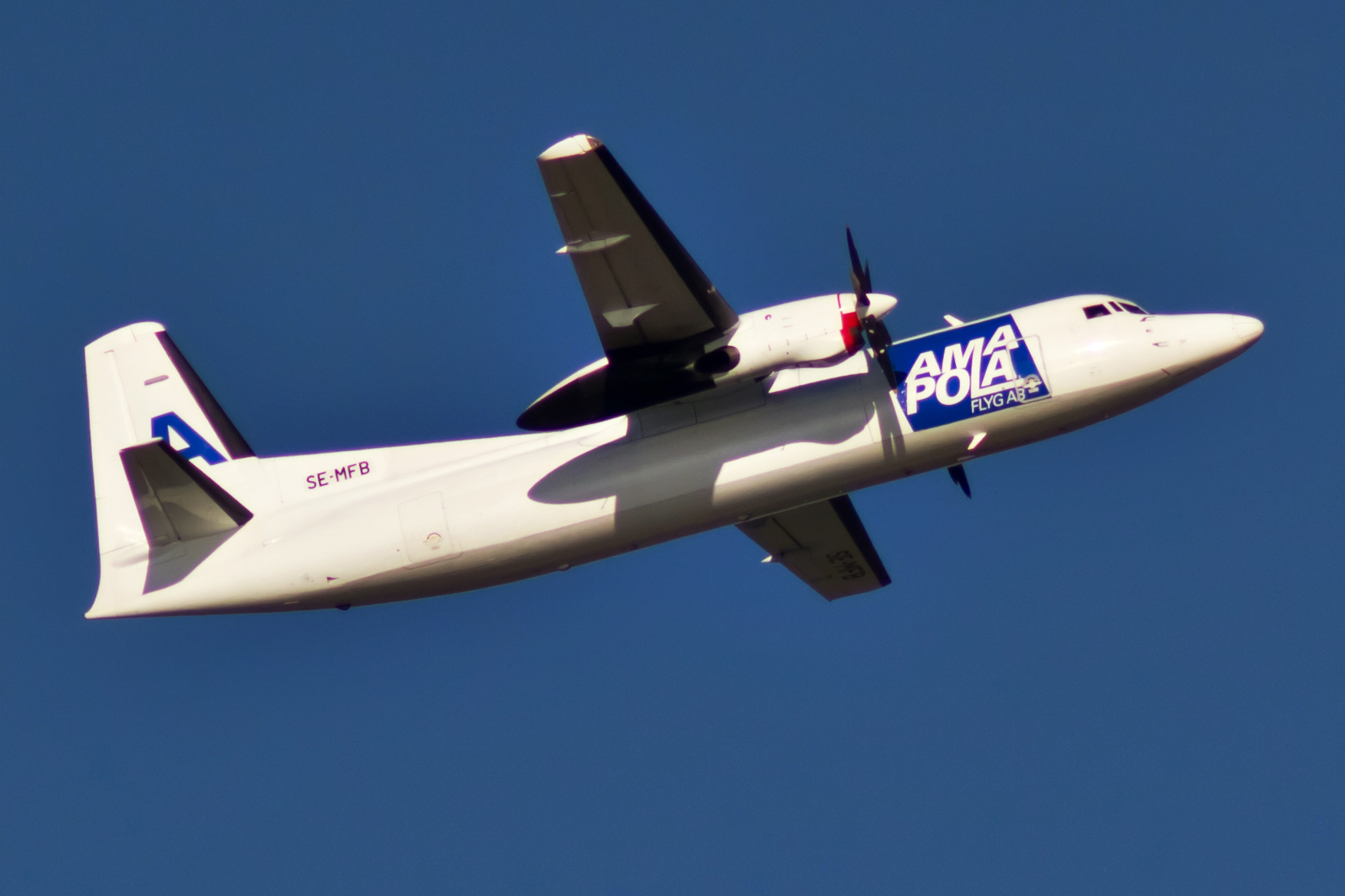
Fokker 50 der Amapola in Frachtausführung

Mit Stand April 2025 besteht die Flotte der Amapola Flyg aus 12 Flugzeugen mit einem Durchschnittsalter von 34,7 Jahren:
| Flugzeugtyp         | Anzahl | bestellt | Anmerkungen                                               | Sitzplätze | Durchschnittsalter |
| ------------------- | ------ | -------- | --------------------------------------------------------- | ---------- | ------------------ |
| Fokker 50           | 07     | 1        | betrieben für PopulAir                                    | 50         | 34,7 Jahre         |
| Fokker 50 Freighter | 05     |          | Amapola Flyg ist weltweit größter Betreiber der Fokker 50 | -          | 34,7 Jahre         |
| Gesamt              | 12     | 1        |                                                           |            | 34,7 Jahre         |